# Jeremy Miller
Jeremy James Miller, född 21 oktober 1976 i West Covina, Kalifornien, är en amerikansk skådespelare.